# Vasilij Nikitič Mitrochin
Vasilij Nikitič Mitrochin (rusky Василий Никитич Митрохин; 3. března 1922, Jurasovo, Rjazaňská oblast, Rusko – 23. ledna 2004, Londýn), byl od roku 1948 až do odchodu do důchodu v roce 1984 zaměstnanec KGB. Většinu kariéry strávil prací v archivu, kde tajně shromáždil 25 tisíc stran dokumentů, jež se po jeho útěku v roce 1992 staly známými jako Mitrochinův archiv.